# Karl Friedrich Gerwer
Karl Friedrich Gerwer (* 1805; † 11. April 1876) war ein Schweizer Richter und Oberst.
Gerwer war Mitglied des Obergerichts des Kantons Bern und Präsident des Schwurgerichts. 1842 wurde er Oberstleutnant, 1847 Oberst. Während des Sonderbundskriegs kommandierte er eine Brigade der 3. Division der eidgenössischen Armee. 1851 befehligte er die bernischen Truppen, die im Jura eingriffen.